# Edouard Pachnev
Edouard Ivanovitch Pachnev (Эдуард Иванович Пашнев), né le 15 août 1933 à Voronej en République socialiste fédérative soviétique de Russie et mort le 1er janvier 2001 à San Francisco en Californie, est un écrivain russe et soviétique, poète, scénariste et dramaturge. Il devient membre de l'Union des écrivains d'URSS en 1966 et il est lauréat du prix Stanislavski en 1974.

## Biographie
Il termine l'école professionnelle de Voronej en 1950 et de 1952 à 1958 il travaille comme ouvrier fraiseur, puis comme technicien au théâtre dramatique de Voronej. De 1959 à 1964, il étudie à l'institut Gorki de Moscou, dans différents séminaires, comme auprès de Léo Cassil et Lev Ochanine. Il est diplômé en 1975 des cours supérieurs de scénaristes et de metteurs en scène,,.
Edouard Pachnev commence à publier dès 1955 dans le journal de Khabarovsk, Souvorovski natisk. Il publie ensuite dans la revue littéraire Podiom, et il est chargé des rubriques de la poésie et des nouvelles publications
Il devient membre de l'Union des écrivains d'URSS en 1966 et membre de l'Union nationale des bibliophiles. De 1981 à 1983, il préside la filiale de Voronej de l'Union des écrivains d'URSS. De 1983 à 1988, il dirige la partie littéraire du théâtre dramatique de Iaroslavl et enfin de 1988 à 1996, la partie littéraire du théâtre Kolesso de Togliatti, tout en étant directeur adjoint du répertoire. En qualité de metteur en scène, Pachnev monte le spectacle Les Centaures, d'après son propre poème. Il est aussi un des cofondateurs de l'Union des écrivains russes à Togliatti,,. Pachnev est l'auteur d'une trentaine de livres et d'une quinzaine de pièces de théâtre créées dans différentes villes de Russie. Il a écrit aussi des scénarios pour le cinéma.
Edouard Pachnev reçoit avec le metteur en scène Gleb Drozdov le prix Stanislavski en 1974 pour son spectacle Chronique d'un jour, créé au théâtre dramatique de Voronej, à propos du sort du président socialiste du Chili, Salvador Allende.
Il s'installe aux États-Unis en 2001. Il y meurt du COVID-19 en janvier 2021 à l'âge de 87 ans à San Francisco. Ses livres ont été traduits du temps de l'Union soviétique en allemand, en lituanien, en bulgare, en slovaque, en tchèque et en japonais.

## Famille
Son épouse, Natalia Valerievna Kirpotina, a publié un livre de souvenirs (avec Edouard Pachnev) sur son père, le critique littéraire marxiste-léniniste Valeri Kirpotine, Contemporain du siècle de fer («Ровесник железного века», Moscou, éd. Zakharov, 2006). Il a pour beau-fils Dmitri Kirpotine (né en 1956), devenu biochimiste américain.

## Quelques publications
- Рождается солнце: Стихи [Le Soleil est né: poèmes] / Voronej: Центр.-Чернозем. кн. изд-во, 1964 г. — 87 pages.
- Хромой пес: Повести [Le Chien boiteux: nouvelles] / [Вступ. статья Л. Кассиля ] ; [Ил.: В. Прозаг]. - [Воронеж] : [Центр.-Чернозем. кн. изд-во], 1965 г. — 214 pages.
- Цветы из чужого сада; [Хромой пес]. [Доктор Крауклис] : Повести / Рис. И. Година. - Москва : Дет. лит., 1967 г. — 128 pages.
- В году тринадцать месяцев: Роман / [Ил.: В. Прозаг]. - [Воронеж] : [Центр.-Чернозем. кн. изд-во], 1967 г. — 291 pages.
- Приключения желудевого человечка: Книга сказок / [Ил.: В. Прозаг]. - [Воронеж] : [Центр.-Чернозем. кн. изд-во], 1968 г. — 132 pages.
- Куцето куче: Повести / Едуард Пашнев ; Прев. от руски Весела Сарандева ; Худ. Симеон Венов. - София : Народна младеж, 1968 г. — 174 pages.
- Дневник человека с деревянной саблей: Повести / [Ил.: С. Л. Аристокесова]. - [Воронеж] : [Центр.-Чернозем. кн. изд-во], 1969 г. — 254 pages.
- Цветы из чужого сада; Хромой пес. Доктор Крауклис: Повести / Рис. И. Година. - Москва : Дет. лит., 1972 г. — 128 pages.
- Человек в коротких штанишках: [Повести] / [Ил.: К. Н. Успенская]. - [Воронеж] : [Центр.-Чернозем. кн. изд-во], 1974 г. — 304 pages.
- Девочка и олень: Роман / Воронеж : Центр.-Чернозем. кн. изд-во, 1975 г. — 255 pages.
- Яблоня Гайдара / Эдуард Пашнев ; [Худож. В. И. Сумина]. - Воронеж : Центр.-Чернозем. кн. изд-во, 1976 г. — 32 pages.
- Картошка: Повести / Э. Пашнев ; [Худож. С.В. Калачев]. - Воронеж : Центр.-Чернозем. кн. изд-во, 1977 г. — 168 pages.
- Мальчики и девочки: [Повести, роман / Эдуард Пашнев ; [Худож. Г. Данич]. - Воронеж : Центр.-Чернозем. кн. изд-во, 1979 г. — 344 pages.
- Белая ворона : Повесть / Эдуард Пашнев; Рис. С. Воробьева. - М. : Дет. лит., 1982 г. — 174 pages.
- Привет, картошка! : Повесть / Эдуард Пашнев; [Рис. В. и О. Филипенко]. - М. : Дет. лит., 1983 г. — 175 с.
- В году тринадцать месяцев : Повести, роман / Эдуард Пашнев; [Худож. В. Прокофьев]. - Переизд. - Воронеж : Центр.-Чернозем. кн. изд-во, 1983 г. — 415 с.
- Привет, картошка : Повесть / Эдуард Пашнев; Пер. с рус. Г. Кнюкштене; [Худож. Д. Юодкене]. - Вильнюс : Витурис, 1989 г. — 148 с. —  (ISBN 5-7900-0256-0)
- Девочка и олень : Белая ворона / Э. И. Пашнев. - М. : Терра-Кн. клуб, 2001 г. — 446 с. —  (ISBN 5-300-02817-7)
- Дневник человека с деревянной саблей: повести / Эдуард Пашнев ; рисунки Елены Жуковской. - Санкт-Петербург : Речь ; Москва : Речь, 2018 г. — 298 pages. —  (ISBN 978-5-9268-2750-4)